# Брзо клизање на Зимским олимпијским играма 2014 — 5000 метара за мушкарце
Такмичење у брзом клизању у трци на 5000 метара за мушкарце одржано је 8. фебруара 2014. у Адлер арени.

## Квалификације
У овој дисциплини могло је да учествује 28 клизача, не више од тројице из једне земље. Шеснаест најбољих након четири трке Светског купа у брзом клизању у сезони 2013/14. обезбедило је учешће, док је осталих дванаест места одређено на основу свих резултата остварених у Светском купу у овој дисциплини. Такође, направљена је и листа резервних такмичара. Сваки такмичар је морао да оствари резултат од 6:33,00 у овој дисциплини.
Алекси Контен из Француске и Харалдс Силовс из Летоније су обезбедили учешће али су се повукли. Нису замењени другим такмичарима.

## Рекорди
Пре овог такмичења, важећи светски и олимпијски рекорди су дати у табели испод.
| Светски рекорд    | Свен Крамер | 6:03,32 | Калгари, Канада  | 17. новембар 2007. |
| Олимпијски рекорд | Свен Крамер | 6:14,60 | Ванкувер, Канада | 13. фебруар 2010.  |

## Распоред такмичења
Према локалном времену.
| Датум      | Време | Дисциплина             |
| ---------- | ----- | ---------------------- |
| 8. фебруар | 15:30 | 5000 m мушкарци финале |

## Резултати
| Пласман | Пар | Стаза | Такмичар              | Земља        | Време   | Заостатак | Напомене |
| ------- | --- | ----- | --------------------- | ------------ | ------- | --------- | -------- |
|         | 10  | С     | Свен Крамер           | Холандија    | 6:10,76 | —         | ОР       |
| 2       | 12  | У     | Јан Блокхојсен        | Холандија    | 6:15,71 | +4,95     |          |
| 3       | 11  | У     | Јорит Бергсма         | Холандија    | 6:16,66 | +5,90     |          |
| 4       | 12  | С     | Барт Свингс           | Белгија      | 6:17,79 | +7,03     |          |
| 5       | 11  | С     | Свере Лунде Педерсен  | Норвешка     | 6:18,84 | +8,08     |          |
| 6       | 7   | С     | Денис Јусков          | Русија       | 6:19,51 | +8,75     |          |
| 7       | 8   | С     | Иван Скобрев          | Русија       | 6:19,83 | +9,07     |          |
| 8       | 13  | У     | Патрик Бекерт         | Немачка      | 6:21,18 | +10,42    |          |
| 9       | 6   | С     | Ховард Беко           | Норвешка     | 6:22,83 | +12:07    |          |
| 10      | 6   | У     | Мориц Гајсрајтер      | Немачка      | 6:24,79 | +14,03    |          |
| 11      | 9   | С     | Александар Румјанцев  | Русија       | 6:24,93 | +14,17    |          |
| 12      | 13  | С     | Ли Сунг-хун           | Јужна Кореја | 6:25,61 | +14,85    |          |
| 13      | 2   | С     | Јан Шимањски          | Пољска       | 6:26,35 | +15,59    |          |
| 14      | 8   | У     | Шејн Добин            | Нови Зеланд  | 6:26,90 | +16,14    |          |
| 15      | 9   | У     | Дмитриј Бабенко       | Казахстан    | 6:28,26 | +17,50    |          |
| 16      | 7   | У     | Емери Лејман          | САД          | 6:29,94 | +19,18    |          |
| 17      | 3   | С     | Андреа Ђованини       | Италија      | 6:30,84 | +20,08    |          |
| 18      | 3   | У     | Евен Фернандез        | Француска    | 6:31,08 | +20,32    |          |
| 19      | 10  | У     | Џонатан Как           | САД          | 6:31,53 | +20,77    |          |
| 20      | 1   | С     | Патрик Мик            | САД          | 6:32,94 | +22,18    |          |
| 21      | 5   | У     | Алексеј Баумгертнер   | Немачка      | 6:34,35 | +23,58    |          |
| 22      | 2   | У     | Матје Жиру            | Канада       | 6:35,77 | +25,01    |          |
| 23      | 1   | У     | Себастијан Друшкјевич | Пољска       | 6:37,16 | +26,40    |          |
| 24      | 4   | С     | Ким Чол-мин           | Јужна Кореја | 6:37,28 | +26,52    |          |
| 25      | 5   | С     | Симен Спилер Нилсен   | Норвешка     | 6:42,47 | +31,71    |          |
| 26      | 4   | У     | Шејн Вилијамсон       | Јапан        | 6:42,88 | +32,12    |          |